# 拉本施泰因
拉本施泰因（德語：Rabenstein/Fläming）是德国勃兰登堡州的一个市镇，隶属于波茨坦-米特尔马克县。总面积为79.18平方千米，截至2020年总人口为801人。